# جان ام. ریچاردسون
جان ام. ریچاردسون (انگلیسی: John M. Richardson؛ زادهٔ ۸ آوریل ۱۹۶۰) یک دریابد و فرمانده عملیات نیروی دریایی آمریکا اهل ایالات متحده آمریکا است.
وی همچنین برندهٔ جوایزی همچون لژیون افتخار شده‌است.